# Torneo de Zhengzhou
El Torneo de Zhengzhou (oficialmente Zhengzhou Open) es un torneo femenino de tenis profesional jugado en canchas duras al aire libre.
A partir de la reorganización del calendario en 2021 pasó a ser un evento WTA 500.

## Campeonas

### Individual
| Años                         | Campeona             | Subcampeona   | Resultado             |
| ---------------------------- | -------------------- | ------------- | --------------------- |
| ↓ Torneos de $25,000 event ↓ |                      |               |                       |
| 2014                         | Zhang Kailin         | Xu Yifan      | 7-5, 6-4              |
| 2015                         | Yafan Wang           | Yingying Duan | 6-4, 6-4              |
| ↓ Torneos de $50,000 event ↓ |                      |               |                       |
| 2016                         | Anastasia Pivovarova | Lu Jingjing   | 6-4, 6-4              |
| ↓ Torneos de $125,000 ↓      |                      |               |                       |
| 2017                         | Qiang Wang           | Shuai Peng    | 3-6, 7-(3), 1-1, ret. |
| 2018                         | Saisai Zheng         | Yafan Wang    | 5-7, 6-2, 6-1         |
| ↓ WTA Premier ↓              |                      |               |                       |
| 2019                         | Karolína Plíšková    | Petra Martić  | 6-3, 6-2              |

### Dobles
| Años                         | Campeonas                     | Subcampeonas                        | Resultado        |
| ---------------------------- | ----------------------------- | ----------------------------------- | ---------------- |
| ↓ Torneos de $25,000 event ↓ |                               |                                     |                  |
| 2014                         | Chan Chin-wei Chen Liang      | Xinyun Han Zhang Kailin             | 6-3, 6-3         |
| 2015                         | Han Na-lae Jang Su-jeong      | Liu Chang Zhang Ling                | 6-0, 6-3         |
| ↓ Torneos de $50,000 event ↓ |                               |                                     |                  |
| 2016                         | Xun Fangying You Xiaodi       | Akgul Amanmuradova Michaela Hončová | 1-6, 6-2, [10-7] |
| ↓ Torneos de $125,000 ↓      |                               |                                     |                  |
| 2017                         | Xinyun Han Lin Zhu            | Jacqueline Cako Julia Glushko       | 7-5, 6-1         |
| 2018                         | Yingying Duan Yafan Wang      | Naomi Broady Yanina Wickmayer       | 7-6(5), 6-3      |
| ↓ WTA Premier ↓              |                               |                                     |                  |
| 2019                         | Nicole Melichar Květa Peschke | Yanina Wickmayer Tamara Zidanšek    | 6-1, 7-6(2)      |